# Martha Cecilia Ruiz
Martha Cecilia Ruíz (sinh ngày 25 tháng 11 năm 1972) là một nhà thơ, nhà văn, nhà báo và nhà hoạt động xã hội Nicaragua. Cô chỉ đạo chương trình nói chuyện trên đài phát thanh El País Azul, nằm trong ban giám đốc của Hiệp hội các nhà văn Nicaragua (ANIDE) với tư cách là thành viên (2015–2018), là một nhà tư vấn về truyền thông và nhân quyền, và đã thành lập Three Times Three (Three Women, Three Poets, Three Journalists) và Diễn đàn các nhà báo văn hóa của Nicaragua (FPCN). Các tác phẩm của Ruiz đã được đưa vào rất nhiều tuyển tập và cô đã xuất bản một cuốn sách kể chuyện vào tháng 11 năm 2017..

## Tiểu sử
Ruiz sinh ra tại Managua, và có bằng về Báo chí, Truyền thông, Quyền trẻ em, Giới và Phát triển con người, tất cả đều thuộc Đại học Managua Trung Mỹ.
In the early 2000s, Ruiz founded the group Three Times Three: Three Women, Three Poets, Three Journalists cùng với Esther Picado và Vilma Duarte. Cô cũng thành lập Diễn đàn các nhà báo văn hóa của Nicaragua và mạng lưới các nhà truyền thông để giới thiệu chủ đề về HIV và AIDS ở Nicaragua..

### Đài phát thanh
Ruiz tổ chức chương trình nói chuyện El País Azul phát sóng trênn đài phát thanh La Primerísima mỗi Chủ nhật từ 7 đến 8 giờ sáng giờ CST.

## Tiểu sử

### Sách
Năm 2016, Ruiz xuất bản cuốn sách kể chuyện đầu tiên của cô Familia de Cuchillos.
- Ruiz, Martha Cecilia (ngày 5 tháng 8 năm 2016). Familia de Cuchillos [Family of Knives] (bằng tiếng Tây Ban Nha). Managua, Nicaragua: ANIDE. ISBN 1536853283.

### Tuyển tập
TCác tác phẩm của Martha Cecilia Ruíz đã được đưa vào nhiều tuyển tập, tất cả được liệt kê dưới đây.
- Antología Mujeres Poetas en el País de las Nubes. Mizteca Culture Studies Center. Mexico, 2008
- De Azul a Rojo. Voces de poetas nicaragüenses del Siglo XXI. Managua, 2011.
- Nosotras también contamos. Muestra de Narrativa. ANIDE. Managua, 2013
- Esta palabra es nuestra. ANIDE. Managua, 2014
- Hermanas de tinta. Muestra de poesía multiétnica de mujeres nicaragüenses. ANIDE. Managua, 2014
- Antología Cuentos nicaragüense de ayer y hoy. Lacayo, Chamorro César y Valle-Castillo. USA, 2014
- 99 Palabras de Mujer. Microrrelatos y otras especies. Marianela Corriols editora. Managua, 2016

## Trích dẫn
1. 1 2  "Martha Cecilia Ruíz". escritorasnicaragua.org (bằng tiếng Tây Ban Nha). Nicaraguan Association of Writers. Bản gốc lưu trữ ngày 1 tháng 10 năm 2017. Truy cập ngày 30 tháng 9 năm 2017.
2. ↑  "Martha Cecilia Ruiz". poetasdelmundo.com (bằng tiếng Tây Ban Nha). Poets of the World. Bản gốc lưu trữ ngày 6 tháng 7 năm 2018. Truy cập ngày 30 tháng 9 năm 2017.
3. 1 2  Lacayo, Nadine (ngày 4 tháng 3 năm 2017). "Los incisivos cuentos de Martha Cecilia Ruiz: ""Familia de Cuchillos"" (bằng tiếng Tây Ban Nha). El Nuevo Diario. Truy cập ngày 30 tháng 9 năm 2017.
4. ↑  "Tres Veces Tres y su Noche de Caracolas". archivo.elnuevodiario.com (bằng tiếng Tây Ban Nha). El Nuevo Diario. ngày 14 tháng 11 năm 2003. Truy cập ngày 30 tháng 9 năm 2017.[liên kết hỏng]
5. ↑  "Biografía de Martha Cecilia Ruiz". ecured.cu (bằng tiếng Tây Ban Nha). EcuRed. Truy cập ngày 30 tháng 9 năm 2017.
6. ↑  "AUDIO DEL HOMENAJE A MARIALUISA EN EL PROGRAMA DOMINICAL "EL PAÍS AZUL"". radiolaprimerisima.com (bằng tiếng Tây Ban Nha). Radio La Primerísima. Bản gốc lưu trữ ngày 6 tháng 7 năm 2018. Truy cập ngày 6 tháng 7 năm 2018.
7. ↑  Nosotras también contamos. Muestra de narrativa (bằng tiếng Tây Ban Nha). Managua: ANIDE. 2013. ISBN 978-99964-0-277-7.
8. ↑  99 palabras de mujer. microrelatos y otras especies (bằng tiếng Tây Ban Nha). Managua: ANIDE. 2016. ISBN 978-99964-38-02-8.
9. ↑  Terán, Marta García (ngày 9 tháng 3 năm 2016). "99 palabras de mujer". Metro Managua. Bản gốc lưu trữ ngày 30 tháng 9 năm 2017. Truy cập ngày 20 tháng 9 năm 2017.